# 살빈큰눈박쥐
살빈큰눈박쥐(Chiroderma salvini)는 주걱박쥐과(신세계잎코박쥐과)에 속하는 박쥐의 일종이다. 볼리비아와 콜롬비아, 코스타리카, 에콰도르, 엘살바도르, 과테말라, 온두라스, 멕시코, 파나마, 페루 그리고 베네수엘라에서 발견된다.

## 특징
보통 크기의 박쥐로 몸통 길이는 70~87mm이고 전완장은 48~52mm, 발 길이는 12~15mm이다. 귀 길이는 17~20mm, 몸무게는 최대 36g이다. 털은 무성하고 긴 털이 섞여 있다. 등 부분 짙은 갈색이고 어깨 사이 부분부터 엉덩이까지 이어지는 흰 등쪽 줄무늬가 때로는 잘 보이지 않는다. 그러나 배 쪽은 회색빛 갈색을 띤다. 털은 삼색이다. 주둥이는 짧고 넓다. 잎코가 잘 발달해 있고 피침형을 띤다. 핵형은 2n=26, FN=48이다.

## 생태
작은 무리를 지어 나무 구멍 속과 크게 변형된 잎 사이에 은신한다. 먹이는 열매이다. 두 번의 번식기를 갖는다.

## 분포 및 서식지
멕시코 북서부 지역부터 중앙아메리카와 남아메리카 북서부 지역을 거쳐 볼리비아 북서부와 중부 지역에 널리 분포한다. 해발 600m와 2,240m 사이의 열대 우림과 기타 아열대 지역, 건조 습윤 환경에서 서식한다.

## 아종
2종의 아종이 알려져 있다.
- C. s. salvini - 코스타리카, 파나마, 베네수엘라 북부와 북서부, 콜롬비아 북부와 서부, 에콰도르 북부, 페루 남부, 볼리비아 북서부와 중부, 브라질 서부 혼도니아주와 마투그로수주
- C. s. scopaeum (Handley, 1966) - 멕시코 북서부 타마울리파스주부터 남부 치아파스주까지, 과테말라, 온두라스, 엘살바도르, 니카라과 중부